# NGC 6018
NGC 6018 is een spiraalvormig sterrenstelsel in het sterrenbeeld Slang. Het hemelobject werd op 19 maart 1787 ontdekt door de Duits-Britse astronoom William Herschel.

## Gamma Serpentis (41 Serpentis)
De stelsels NGC 6018 en NGC 6021 bevinden zich, vanaf de aarde gezien, iets minder dan een halve graad ten noordoosten van de dubbelster Gamma Serpentis (41 Serpentis). Amateurastronomen kunnen 41 Serpentis aanwenden als gidsdubbelster om beide stelsels op te zoeken.

## Synoniemen
- UGC 10101
- MCG 3-41-6
- ZWG 108.16
- IRAS15551+1600
- PGC 56481